# Академия V9
Академия V9 (англ. V9 Academy) — английская футбольная академия. Целью академии является предоставление возможности игрокам из низких лиг пробиться в профессиональные клубы.

## История
Академия V9 была основана в 2016 году. Её создание случилось по инициативе английского футболиста Джейми Варди, а также его агента Джона Морриса. Варди считал, что профессиональные футбольные клубы в основном не обращают серьёзного внимания на выступления игроков в низших лигах. Он вложил в создание этой академии 100 тысяч фунтов стерлингов.
В 2017 году прошёл первый набор футболистов в академию V9, своё желание вступить в неё изъявили несколько тысяч человек. Летом того года в академию были приняты 42 человека, тем же летом уже четверо из них получили контракты с профессиональными клубами. Футболистов этой академии часто просматривают скауты из многих профессиональных клубов. В том же 2017 году Sky Sports выпустил документальный сериал про академию V9.

## Выпускники
Первым футболистом, который получил профессиональный контракт после выпуска из академии V9 стал Дэнни Ньютон, в июне 2017 года он перешёл в «Стивенидж». Еще три игрока — Алекс Пенни, Ламар Рейнольдс и Блэр Турготт — также получили профессиональные контракты тем летом. В дальнейшем профессиональные контракты получали и другие игроки из первого набора, а также ему последующих. В январе 2020 года Сэм Маккаллум перешёл из «Ковентри Сити» в клуб английской Премьер-лиги «Норвич Сити». Этот игрок получил контракт в «Ковентри» после прохождения академии V9.